# Polisbåt

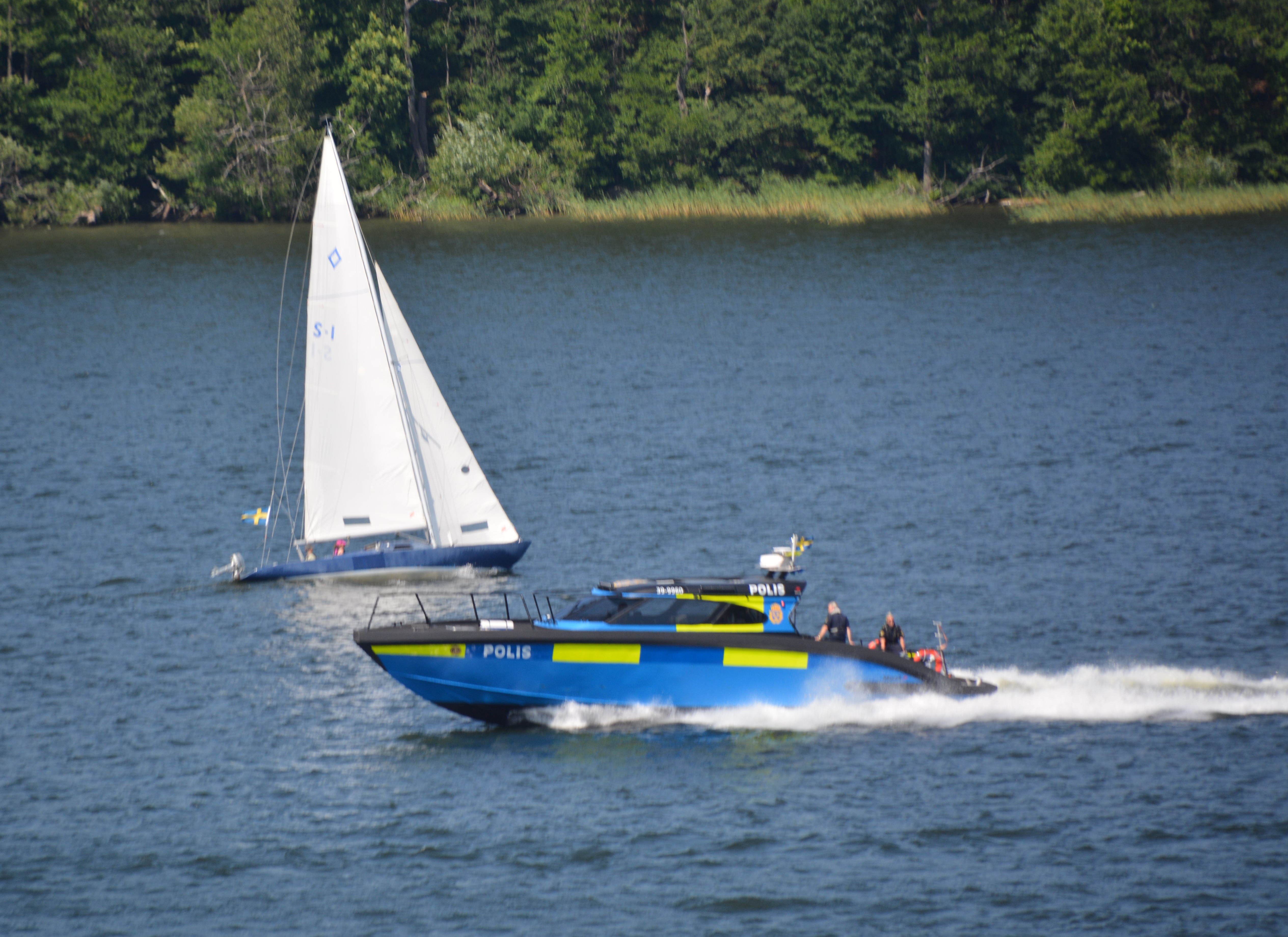
Sjöpolisens 39-9960, en Marell Boats M15

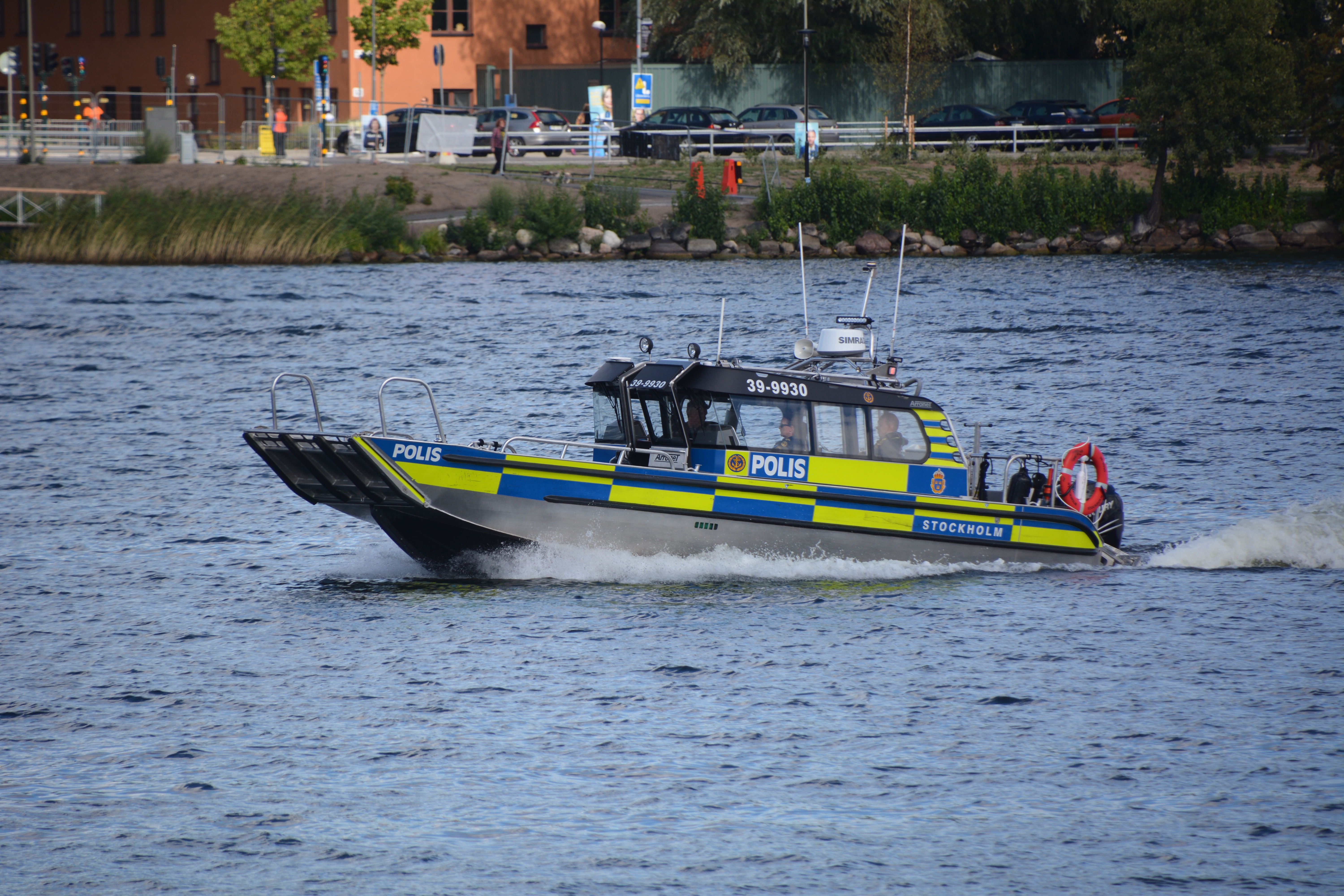
Polisbåt 39-9930 vid Sjöpolisen i Stockholm, en 9,3 meters Arronet 30 Surprise Work

En polisbåt är en patrullbåt som används av sjöpolis för att patrullera sjöar, hav och vattendrag.

## Bildgalleri

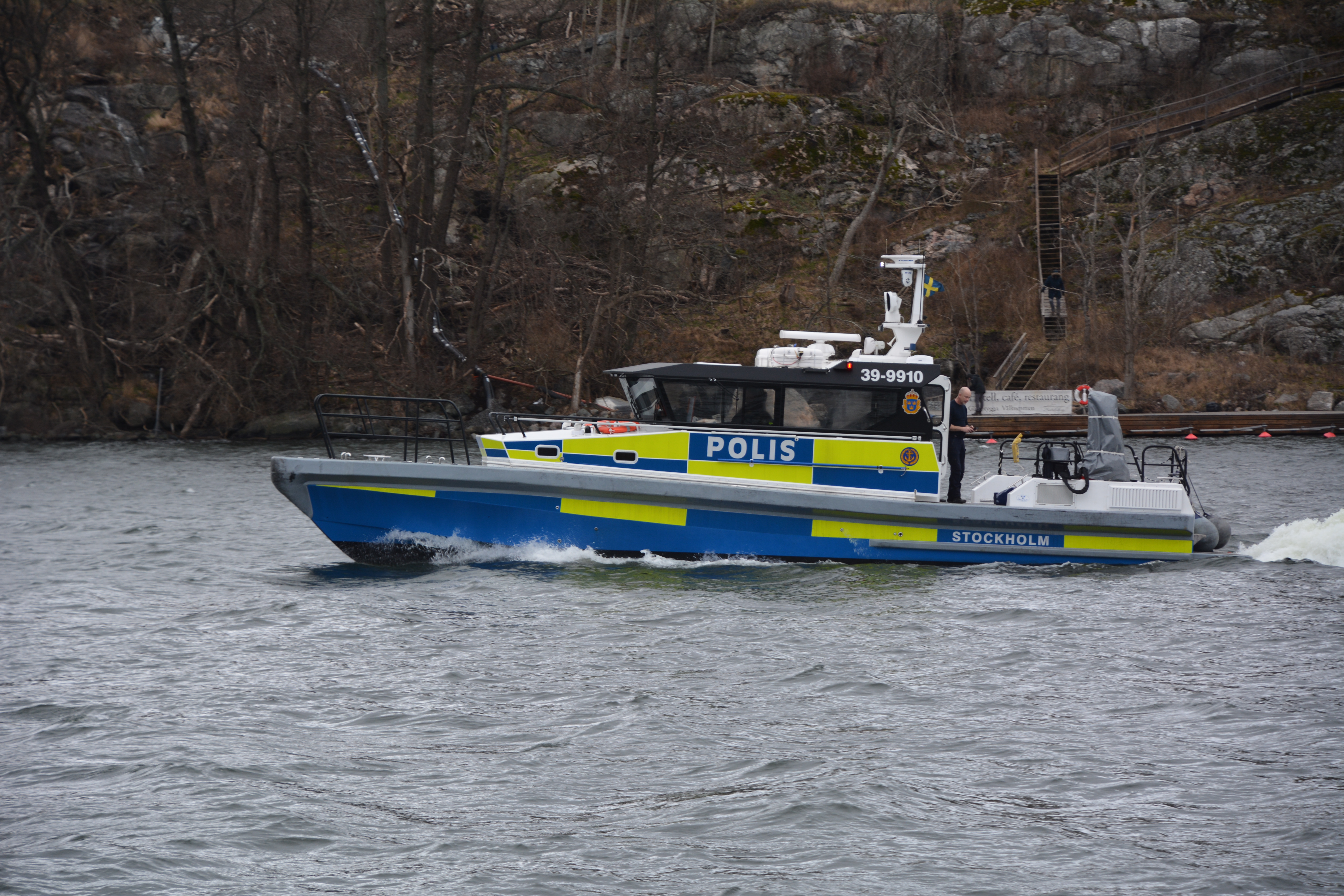
Polisbåt 39-9910 vid Sjöpolisen i Stockholm
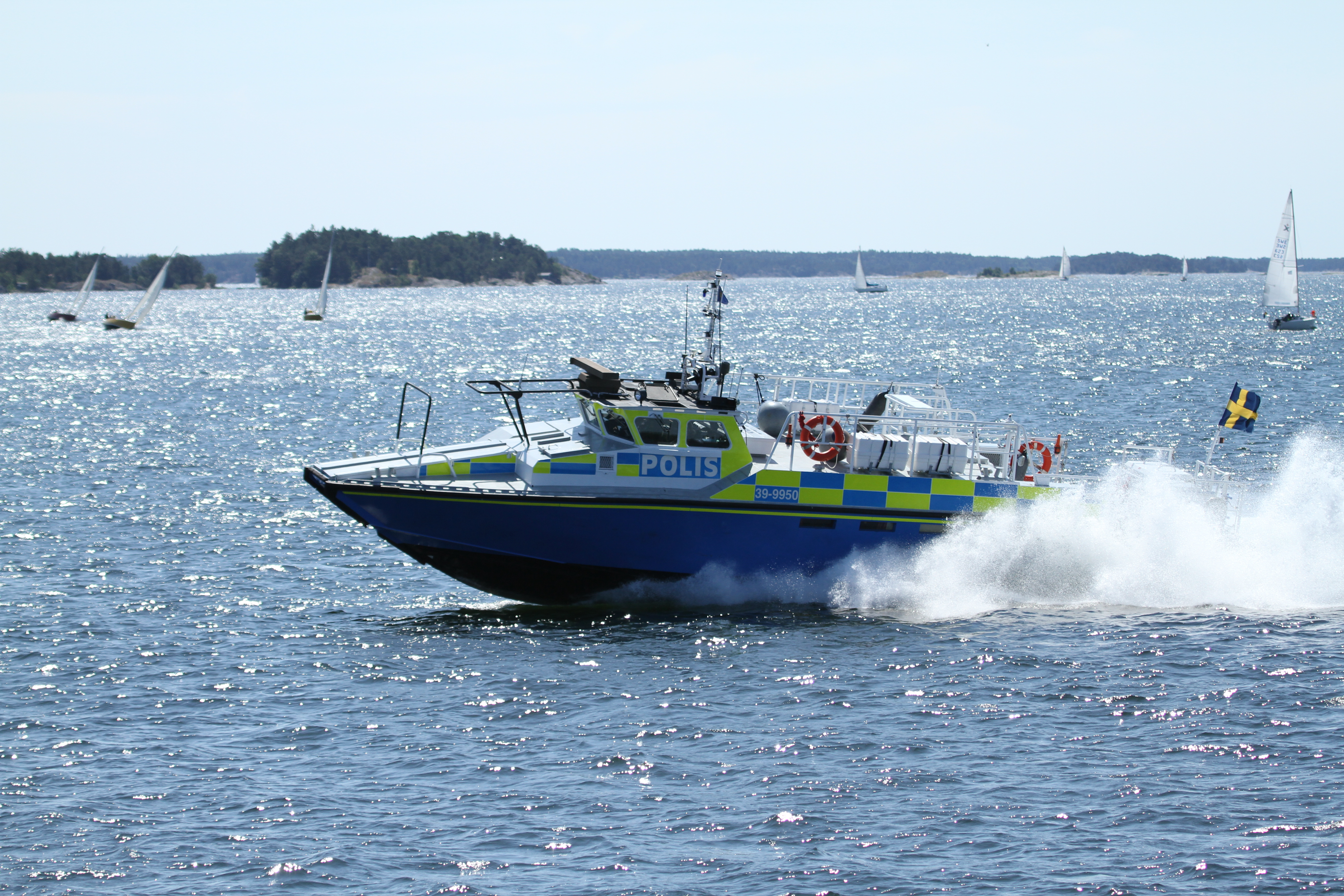
Tidigare svensk polisbåt 39-9950 av typ Stridsbåt 90H i Stockholms skärgård
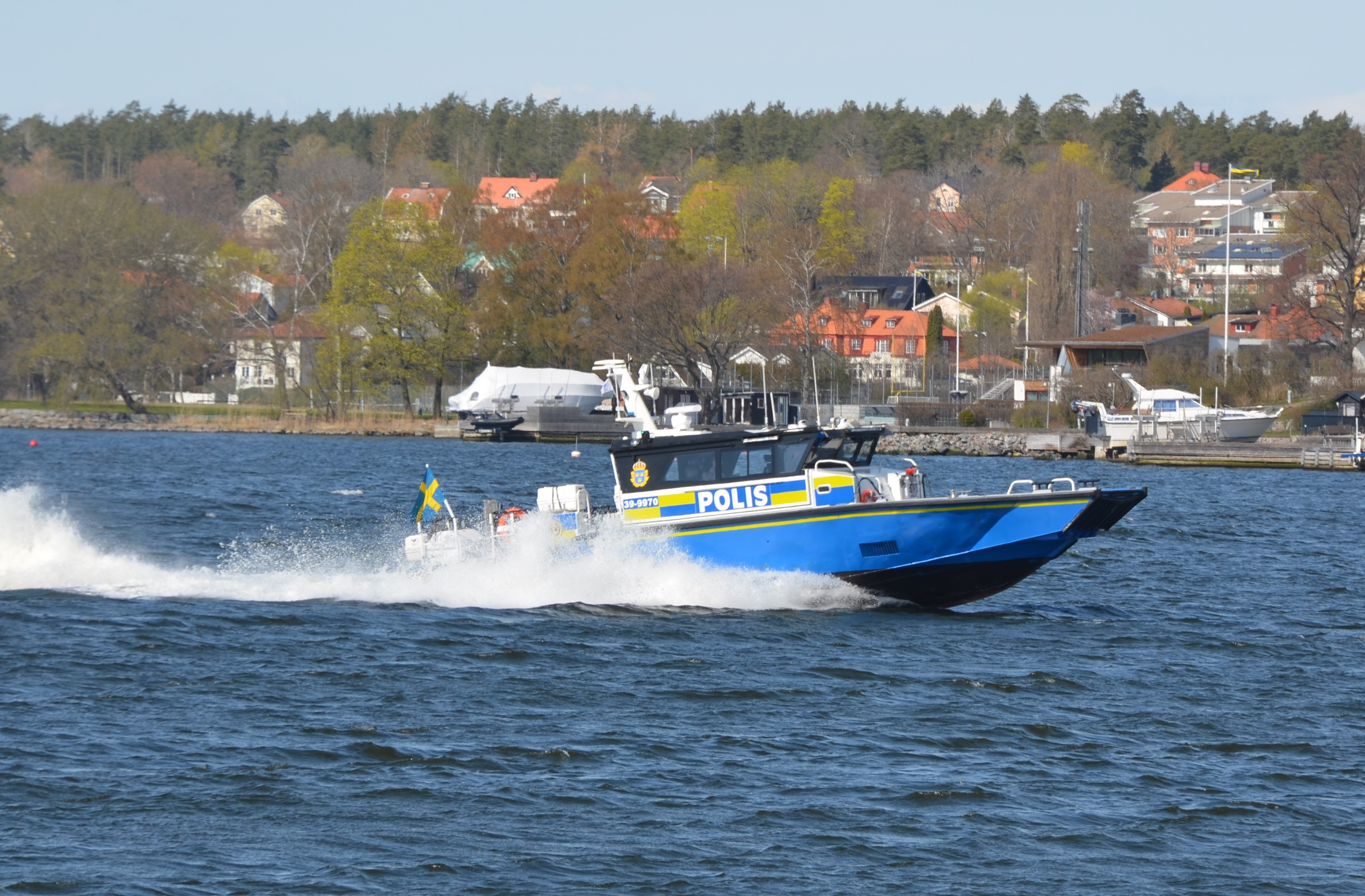
Polisbåt 39–9970, 2022
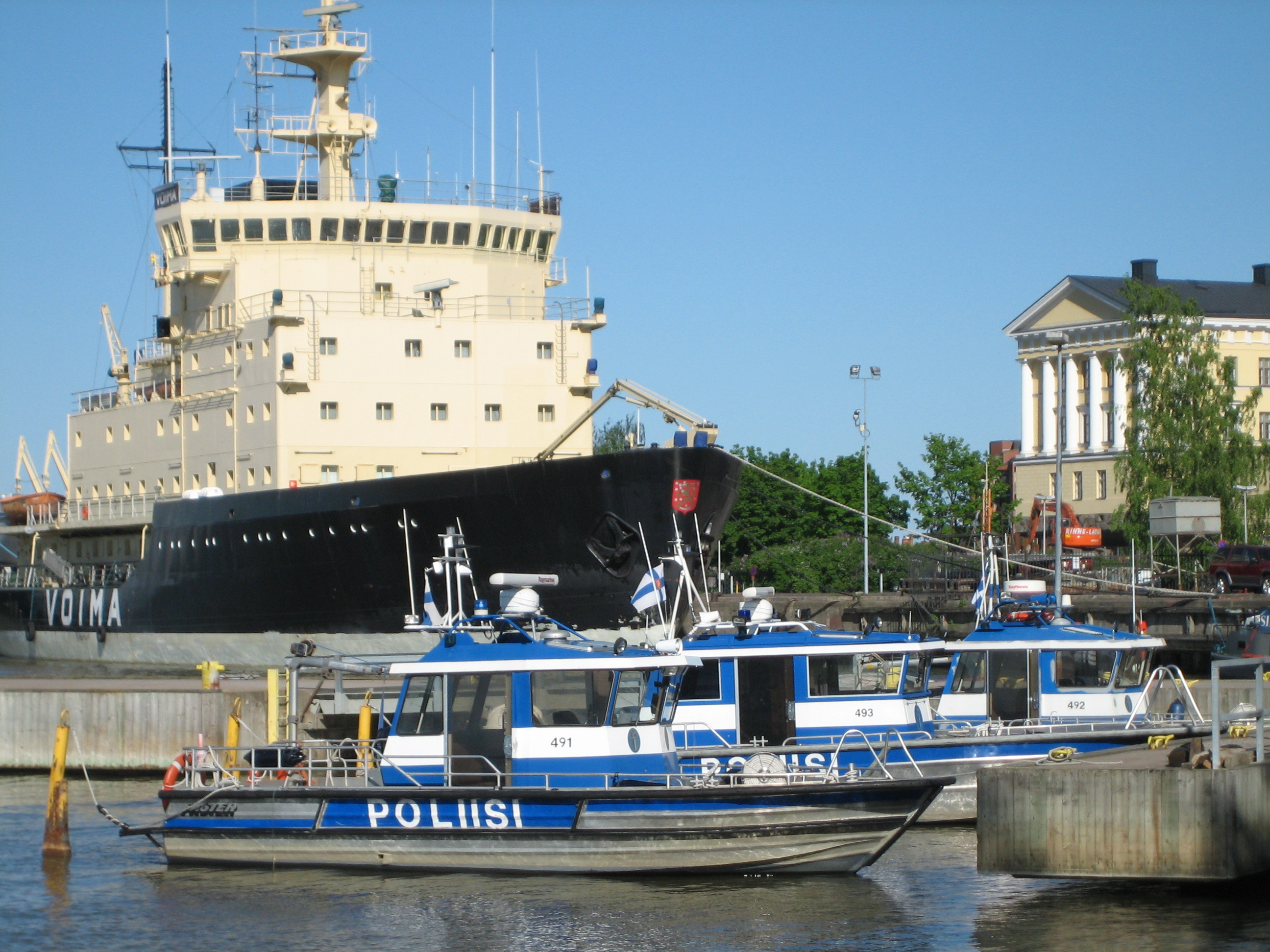
Tre finländska patrullbåtar av typ Faster 940 och 980 i Helsingfors, med isbrytaren Voima i bakgrunden
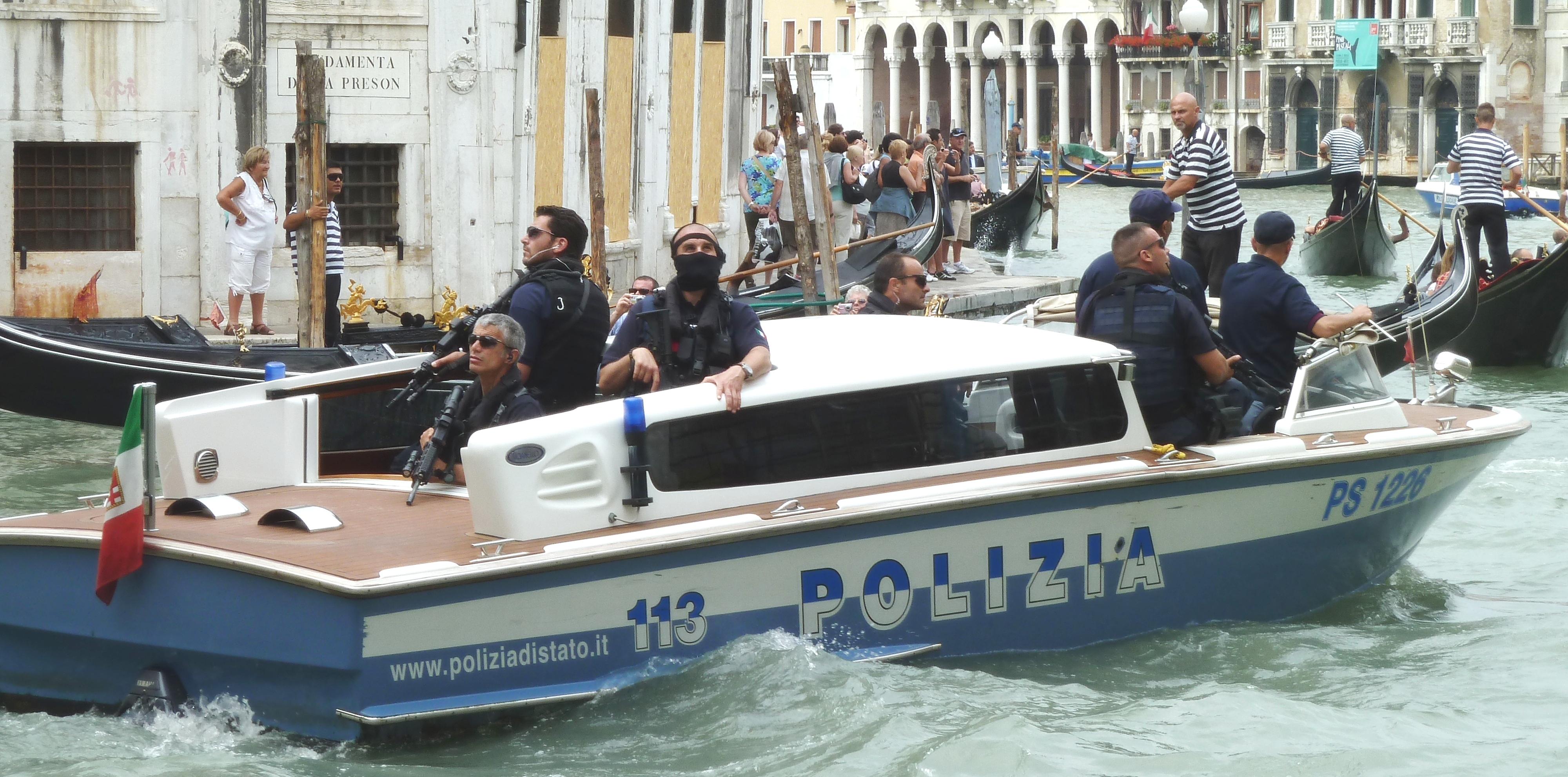
Polisbåt i Venedig i Italien